# الجمعية الوطنية في الرأس الأخضر
الجمعية الوطنية في الرأس الأخضر (بالبرتغالية: Assembleia Nacional de Cabo Verde ‏) هي الهيئة التشريعية في الرأس الأخضر، وتتكون من 72 مقعداً.